# Deschamps et Cie
Deschamps et Cie war ein französischer Hersteller von Automobilen.

## Unternehmensgeschichte
Das Unternehmen aus Paris begann 1913 mit der Produktion von Automobilen. Der Markenname lautete Deschamps. Im gleichen Jahr endete die Produktion bereits wieder.

## Fahrzeuge
Das einzige Modell 6 CV war ein Cyclecar. Es war mit einem Einzylindermotor mit 638 cm³ Hubraum, Dreiganggetriebe und Kardanantrieb ausgestattet. Die Karosserie bot Platz für zwei Personen.